# Mogilany (gromada)
Mogilany – dawna gromada, czyli najmniejsza jednostka podziału terytorialnego Polskiej Rzeczypospolitej Ludowej w latach 1954–1972.
Gromady, z gromadzkimi radami narodowymi (GRN) jako organami władzy najniższego stopnia na wsi, funkcjonowały od reformy reorganizującej administrację wiejską przeprowadzonej jesienią 1954 do momentu ich zniesienia z dniem 1 stycznia 1973, tym samym wypierając organizację gminną w latach 1954–1972.
Gromadę Mogilany z siedzibą GRN w Mogilanach utworzono – jako jedną z 8759 gromad na obszarze Polski – w powiecie krakowskim w woj. krakowskim, na mocy uchwały nr 22/IV/54 WRN w Krakowie z dnia 6 października 1954. W skład jednostki weszły obszary dotychczasowych gromad Mogilany i Chorowice ze zniesionej gminy Świątniki Górne oraz Buków i Kulerzów ze zniesionej gminy Skawina w tymże powiecie. Dla gromady ustalono 27 członków gromadzkiej rady narodowej.
30 czerwca 1960 do gromady Mogilany przyłączono wsie Konary i Włosań ze zniesionej gromady Konary.
31 grudnia 1961 do gromady Mogilany przyłączono wsie Libertów i Gaj ze zniesionej gromady Libertów.
Gromada przetrwała do końca 1972 roku, czyli do kolejnej reformy gminnej. 1 stycznia 1973 utworzono gminę Mogilany (jednostka o nazwie gmina Mogilany, powołana przez władze hitlerowskie, istniała także przejściowo podczas II wojny światowej 1941-44). Część obszaru Libertowa włączono do Krakowa (65 ha).